# Ochréa

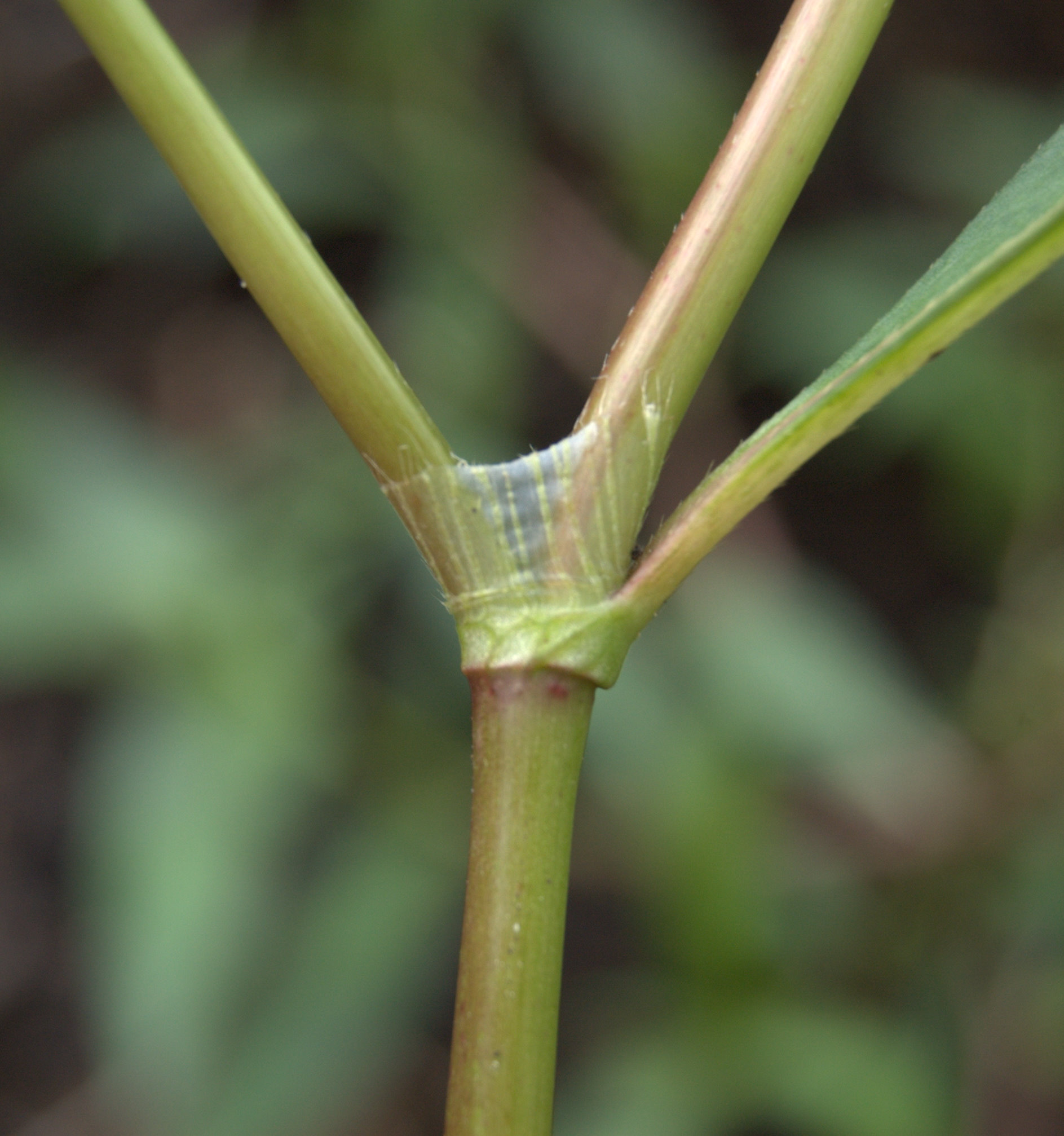
Ochréa chez la Renouée persicaire (Persicaria maculosa).

Une ochréa (du latin ocrea désignant la jambière des armures que portaient les soldats romains) est un terme créé en 1798 par la botaniste Carl Ludwig Willdenow pour dénommer la pièce foliaire constituée d'un manchon membraneux qui entoure la tige au-dessus de l'insertion du pétiole.
Cette structure membraneuse est notamment présente chez les Polygonacées et les Magnoliacées dont elle peut fait partie des critères de diagnose. Chez les Cypéracées, elle est constituée par une petite gaine qui entoure la base du limbe.

## Origine
L'ochréa chez les Polygonacées a été diversement interprétée. Elle serait une extension de la base soudée des pétioles. Elle serait issue de la soudure de stipules connées ou de l'hyperdéveloppement d'un stipule axillaire.